# Jim Richardson (Fotograf)
Jim Richardson (* 5. Dezember 1947 in den USA) ist ein US-amerikanischer Fotograf und Autor.

## Leben
Richardson wuchs im Norden des US-amerikanischen Bundesstaats Kansas auf der elterlichen Weizen- und Milchfarm nördlich von Belleville im Republic County auf. Dort begann er mit der gebrauchten Kamera seines Vaters zu experimentieren und hielt das Leben auf dem elterlichen Bauernhof fest. Nach seinem Schulabschluss begann er mit einem Studium des Fachs Psychologie an der Kansas State University.
Seine Studien brach Richardson 1971 ab, um ein Volontariat am Topeka Capital-Journal anzutreten. In den folgenden 15 Jahren arbeitete er neben seinen Anstellungen bei verschiedenen Zeitungen als Fotograf unter anderem für Zeitschriften wie LIFE und Time. 1986 verließ er The Denver Post und arbeitete fortan als freischaffender Fotograf. Seit 1985 hat er für das National Geographic Magazine drei Dutzend Fotoreportagen mehrheitlich in Farbe fotografiert und geschrieben und des Weiteren mehrere Fotobücher veröffentlicht.
Richardson lebte und arbeitete bis 1997 in Denver in Colorado und betreibt seitdem neben seiner Arbeit als Fotograf in Lindsborg in Kansas zusammen mit seiner Ehefrau auf der Hauptstraße des Städtchens eine kleine Galerie für Kunst und Geschenkideen.

## Veröffentlichungen
- High School, U. S. A., 1979. St. Martin’s Press, New York City, USA 1979, ISBN 0-312-37235-3.
- The United States Air Force Academy. Harmony House Publishers, Louisville, Kentucky, USA 1987, ISBN 0-916509-09-5.
- Virginia Military Institute: The Spirit. Harmony House Publishers, Louisville, Kentucky, USA 1989, ISBN 0-916509-63-X.
- University of Colorado at Boulder. Harmony House Publishers, Louisville, Kentucky, USA 1989, ISBN 0-916509-54-0.
- Arizona State University. Harmony House Publishers, Louisville, Kentucky, USA 1990, ISBN 0-916509-27-3.